# Tumblr
Tumblr är en bloggplattform där användaren kan publicera olika typer av material som texter, bilder, filmer, länkar, chatt, citat och ljud till sin tumblelog. Användarna kan följa andra användare och se deras inlägg i sin panel. Användare kan "gilla" och återblogga inlägg på Tumblr.
Tumblr grundades av David Karp 2007 tillsammans med Marco Arment som ledande utvecklare. Redan då bytte 75 000 bloggare[källa behövs] till Tumblr som sedan dess fått mer än tre miljoner användare. Några kända användare är John Legend, John Mayer, Justine Bateman & A$AP Rocky. Jeff Rock skapade en Tumblr-app för Iphone som köptes av Tumblr 2009.
Den 19 maj 2013 köptes Tumblr av Yahoo! för 1,1 miljard USD. Sex år senare sålde de Tumblr för 3 miljoner USD - mindre än 0,4 % av vad de köpte det för.